# Bahnhof Węgliniec

Der Bahnhof Węgliniec ist der Personen- und Güterbahnhof der Stadt Węgliniec (Kohlfurt) in der Woiwodschaft Niederschlesien. Er ist der bedeutendste Eisenbahnknoten im polnischen Teil der Oberlausitz. Er wurde 1846 eröffnet und verknüpft die Bahnstrecken nach Breslau, Görlitz, Lubań (Lauban), Horka und Żary (Sorau). Bis zur Stilllegung 1974 begann im Bahnhof auch die Strecke nach Czerwona Woda (Rothwasser).
Der Bahnhof Kohlfurt war bis 1945 ein bedeutender Umsteige- und Güterbahnhof. Zwischen den beiden Weltkriegen erlangte er seine größte Ausdehnung und war seit 1928 auch über die Schlesische Gebirgsbahn an das elektrifizierte schlesische Bahnnetz angebunden. Nach dem Ende des Zweiten Weltkriegs fielen die Gebiete östlich der Lausitzer Neiße an Polen. Unter polnischer Regie erhielt der Bahnhof eine neue große Rangieranlage im Norden und blieb trotz seiner Randlage ein bedeutender Umsteige- und Güterbahnhof.

## Lage
Der Bahnhof befindet sich inmitten der ehemaligen Görlitzer Heide – einem Teilgebiet der Niederschlesischen Heide – im Westen Polens in der Nähe der deutsch-polnischen Grenze. Er ist Grenzbahnhof für den Güterverkehr auf der Niederschlesischen Gütermagistrale in Richtung Horka in Sachsen. Der ausgedehnte Bahnhofskomplex erstreckt sich nördlich des Stadtgebiets von Węgliniec. Die Stadt entstand aus einer Eisenbahnersiedlung am Bahnknoten und entwickelte sich im Laufe der Jahrzehnte zu einer Kleinstadt. Die alte Ortschaft Kohlfurt befindet sich nordwestlich des Bahnhofs an der Bahnstrecke nach Żary.

## Geschichte

Blick auf die Südseite des Bahnhofs mit Empfangs- und Postgebäude

Blick auf die Nordseite des Bahnhofs mit Empfangs- und Postgebäude

Im Jahr 1842 wurde die Niederschlesisch-Märkische Eisenbahn-Gesellschaft (NME) gegründet. Die Gesellschaft wurde für den Bau einer Bahnstrecke von Berlin nach Breslau gegründet, die über Frankfurt an der Oder, Kohlfurt und Liegnitz führen sollte. Am 1. September 1846 konnte erstmals die komplette Strecke befahren werden. Dieser Tag gilt auch als Eröffnungsdatum des Bahnhofs Kohlfurt. Die NME errichtete auch noch eine Zweigbahn von Kohlfurt nach Görlitz. Der Betrieb auf dem ersten Teilstück bis Hennersdorf konnte am 15. November 1846 aufgenommen werden. Der Eröffnungszug gab am 1. September 1847 das letzte Teilstück Hennersdorf–Görlitz für den Verkehr frei. Anfangs verkehrten zwischen Görlitz und Kohlfurt täglich vier Zugpaare. In Kohlfurt bestand Anschluss an die Züge auf der NME-Hauptstrecke.
Am 22. Januar 1862 beschloss der preußische Landtag den Bau einer Eisenbahnstrecke aus dem schlesischen Kohlerevier über Lauban nach Kohlfurt. Die Bauarbeiten zwischen Kohlfurt und Lauban begannen im September 1863. Am 20. September 1865 wurde die Strecke als Teil der Schlesischen Gebirgsbahn (S.G.B.) eröffnet. Neun Jahre später erfolgte die Eröffnung der Bahnstrecke der Oberlausitzer Eisenbahn-Gesellschaft zwischen Falkenberg und Kohlfurt. Die letzte Erweiterung erfuhr der Bahnhof mit der Eröffnung der Kleinbahn nach Rothwasser 1913.
Am 18. Oktober 1891 kam es bei der Einfahrt eines Schnellzugs von Breslau nach Berlin zu einem Unfall. Eine Verschublokomotive fuhr dem einfahrenden Schnellzug in die Flanke. Die Verschublok sollte die letzten Wagen des Zuges an den Zug nach Dresden umsetzen. Bei dem Unfall starben acht Menschen, sechs wurden schwer verletzt.
Zwischen den beiden Weltkriegen erreichte der Bahnhof die größte Ausdehnung. Trotz der geringen Einwohnerzahl im Umkreis des Bahnhofs war er ein bedeutender Güter- und Umsteigebahnhof inmitten der Görlitzer Heide. Im Jahr 1928 wurde die Bahnstrecke Kohlfurt–Lauban elektrifiziert. Kohlfurt war der nordwestliche Endpunkt des elektrifizierten schlesischen Netzes.
Nach dem Ende des Zweiten Weltkriegs kam die östliche Oberlausitz mit Kohlfurt unter polnische Verwaltung. Kohlfurt und der Bahnhof hießen bis zur weiteren Umbenennung am 6. September 1947 Kaławsk. Seit September 1947 tragen Stadt und Bahnhof den Namen Węgliniec. Die polnische Staatsbahn (PKP) übernahmen nach Kriegsende die Bahnhofsanlagen. Der elektrische Fahrdraht auf der Strecke nach Lubań fiel unter die sowjetischen Reparationsforderungen und wurde demontiert. Auch das zweite Streckengleis der Bahnstrecke nach Żary wurde abgebaut.
Auf der Nordseite des Bahnhofs entstand eine ausgedehnte Rangieranlage mit 18 Durchgangsgleisen und jeweils drei Stumpfgleisen auf der Ost- und Westseite. Von jeweils einem Ablaufberg im Osten und Westen konnten die Güterzüge je nach Ziel zerlegt werden. Für den westlichen Ablaufberg wurde ein Bedienerturm gebaut, von dem aus die ferngesteuerten Gleisbremsen gesteuert werden konnten. Die südlichen zehn Gleise waren in die Fahrstraßen eingebunden und haben Ausfahrsignale in Richtung Osten. Die Bedeutung der Ablaufberge an der Ausfahrt nach Lauban sowie im mittleren südöstlichen Bereich nahm stark ab.
Im Jahr 1966 wurde der Personenverkehr auf der Kleinbahn nach Czerwona Woda eingestellt. Die Strecke und das Anschlussgleis zur ehemaligen Grube Stadt Görlitz (poln.: Zielonka) wurden Mitte der 1970er Jahre stillgelegt.
Der elektrische Fahrdraht erreichte Węgliniec erst wieder 1985, diesmal von Legnica (Liegnitz) kommend. Der elektrische Bahnbetrieb auf der Bahnstrecke nach Lubań folgte 1987. Zur Umsetzung des deutsch-polnischen Abkommens zur „Weiterentwicklung der Eisenbahnverbindungen Berlin–Warschau (Warszawa) (C-E 20) sowie Dresden–Breslau (Wrocław) (E 30 / C-E 30)“ wurde im Jahr 2008 auch das Reststück zwischen Węgliniec und dem östlichen Brückenkopf der Neißebrücke bei Horka elektrifiziert. Auch die Bahnstrecken in Richtung Breslau, Görlitz und Horka wurden im Rahmen des Abkommens modernisiert.

## Bauwerke

### Empfangsgebäude und Bahnsteige

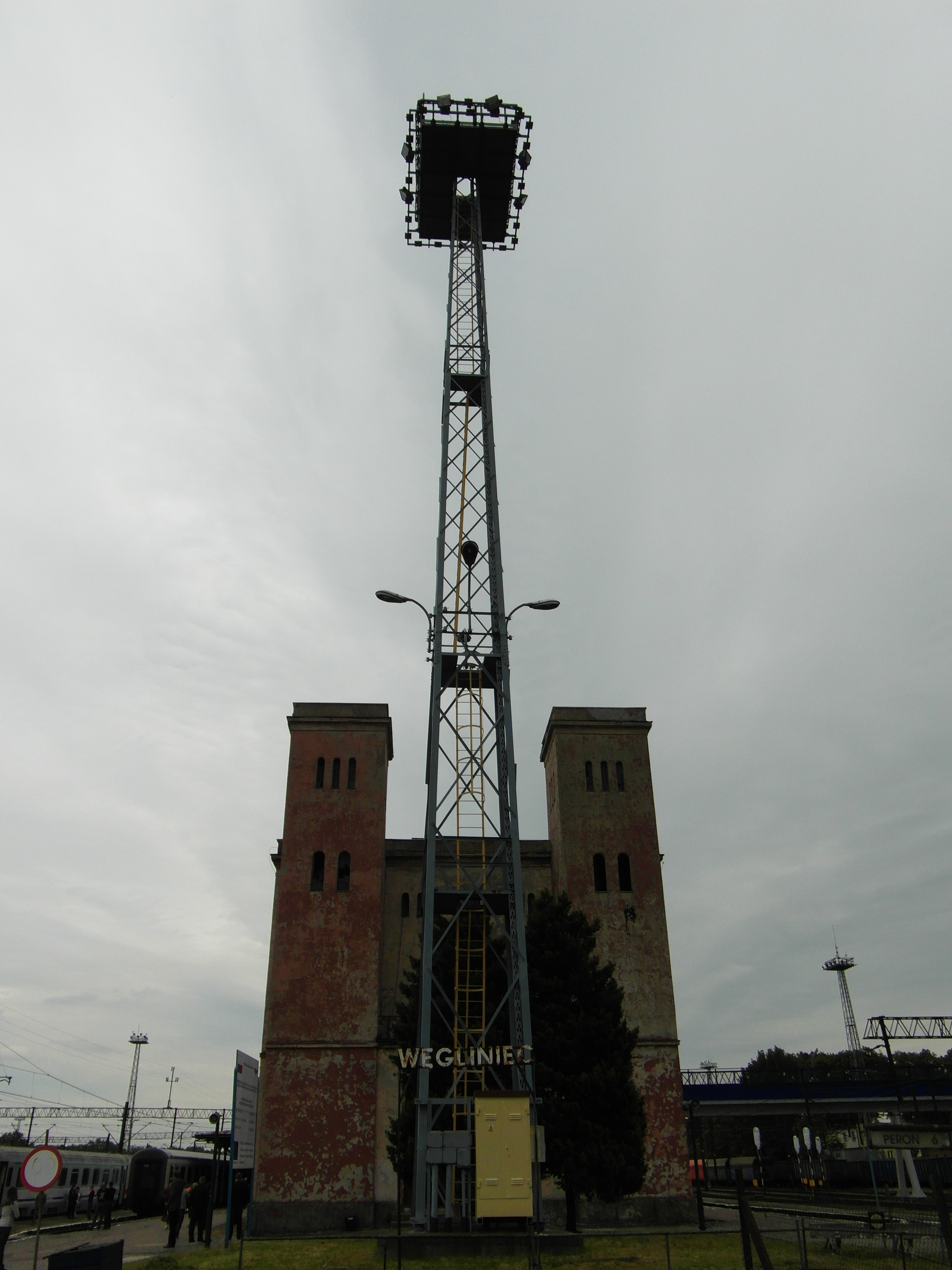
Flutlichtturm auf der Westseite des Bahnhofsgebäudes

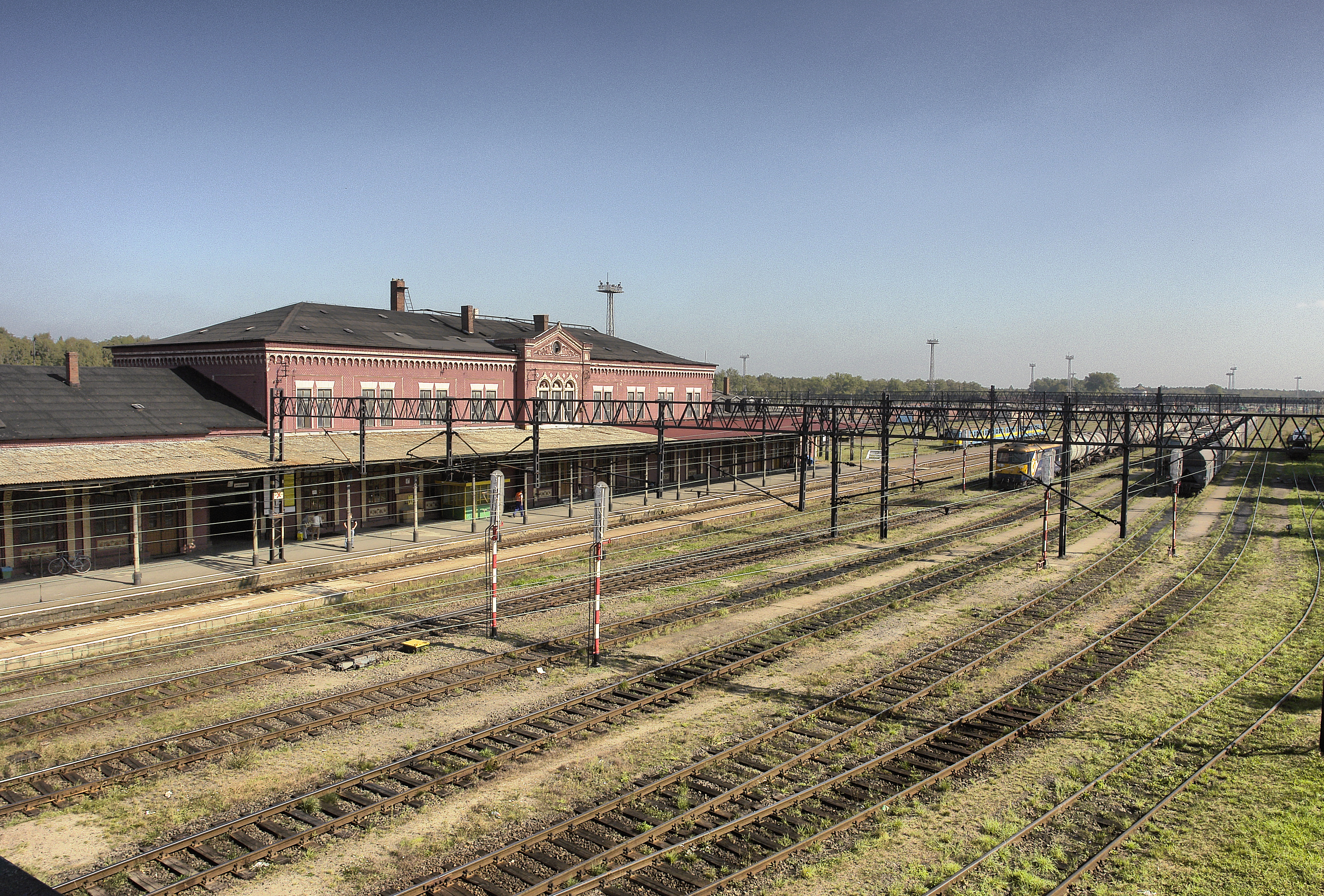
Erweiterungsbau

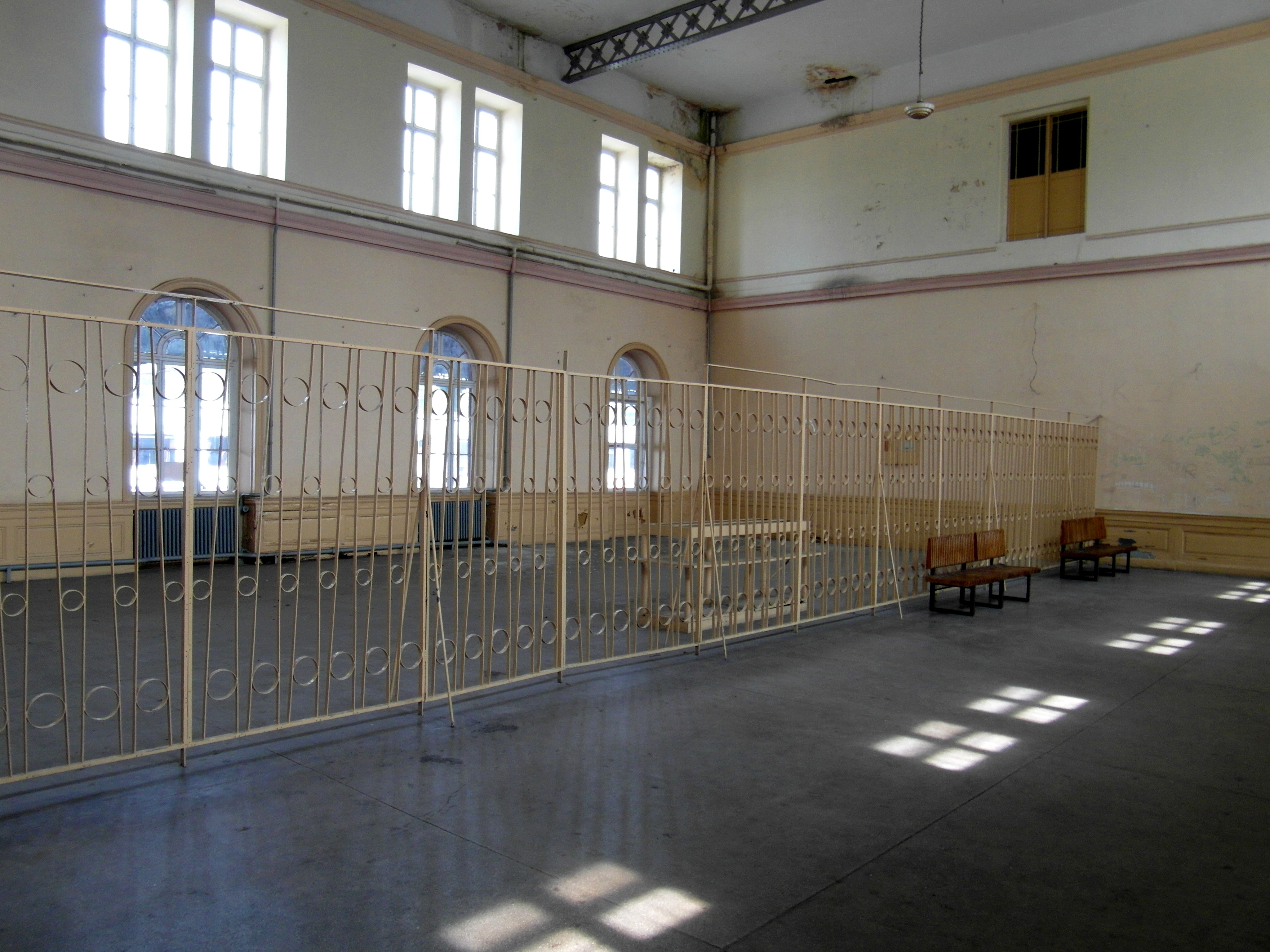
Einstiger Wartesaal

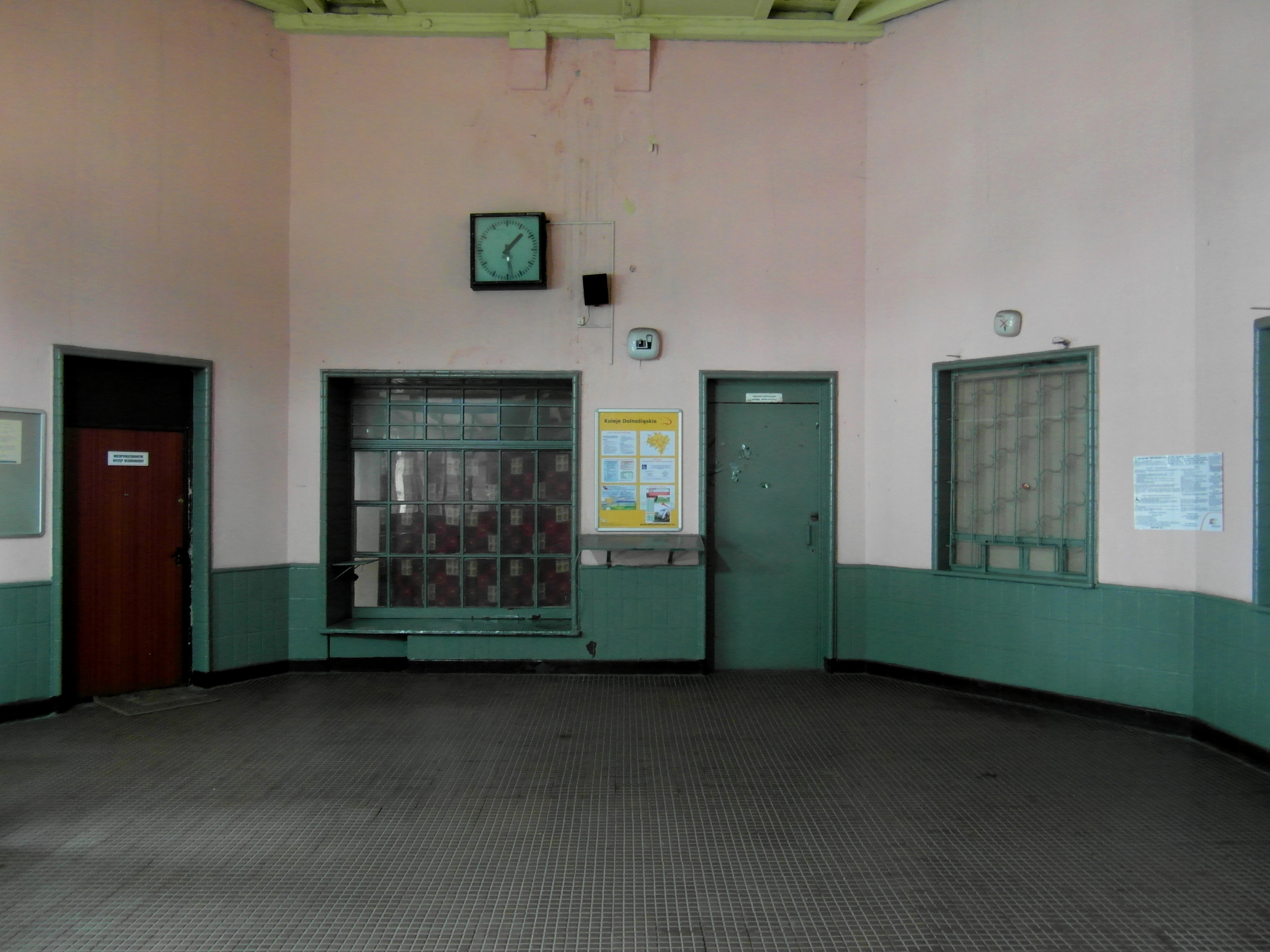
Wartehalle (2012)

Das markante Empfangsgebäude von 1846 mit den zwei quadratischen Türmen auf der Westseite wurde im klassizistischen Stil errichtet. Es erhielt vermutlich 1865 mit dem Bau der Schlesischen Gebirgsbahn einen Anbau in Richtung Osten. Das ursprüngliche Empfangsgebäude wurde seitdem von der Stationsverwaltung, der Zugabfertigung und der Bahnhofskasse genutzt. In dem Neubau wurden hingegen die Gepäckabfertigung und der große Wartesaal eingerichtet.
Das Bahnhofsgebäude befindet sich in Insellage. Der Haus- und der Zwischenbahnsteig sowie die Durchgangsgleise auf der Südseite wurden von den Zügen von Sommerfeld und Görlitz in Richtung Liegnitz genutzt. Die Bahnsteige und Gleisanlagen auf der Nordseite dienten den Zügen in der Gegenrichtung. Die Züge aus Richtung Horka endeten an den Kopfgleisen auf der Westseite des Empfangsgebäudes direkt vor dem eingeschossigen Klinkerbau der Reichspost. Die Züge aus Lauban endeten an der Ostseite des Bahnhofs.
Der Klinkerbau der ehemaligen Reichspost existiert heute nicht mehr. An der Stelle steht heute einer der zahlreichen Flutlichttürme auf dem Bahnhofsgelände. Im Bahnhofsgebäude befinden sich heute noch der große Wartesaal und die Fahrkartenschalter. Der ältere Teil des Empfangsgebäudes hat den Großteil seines einstigen Fassadenschmucks verloren. So sind an der Fassade heute beispielsweise der Fries am Dachgesims, der Fenstergesims im ersten Obergeschoss und der Sockel nicht mehr erhalten. Die Fassade ist glatt verputzt worden. Auch die Zinnen, die die Türme krönten und die überdachte Terrasse zwischen den Türmen im ersten Stockwerk gingen verloren.
Die Kleinbahn nach Rothwasser besaß südlich des Empfangsgebäudes seinen eigenen Kleinbahnhof. Er und die Beamtenwohnhäuser in der Eisenbahnersiedlung Kohlfurt Bahnhof wurden durch einen Fußgängersteg über die Gleise hinweg mit dem Bahnhofsgebäude verbunden. Ein weiterer Steg überquerte die Gleise auf Höhe der Lokschuppen.
Der Kleinbahnhof existiert heute nicht mehr. Die beiden Stege verbinden bis heute die Lokschuppen bzw. das Bahnhofsgebäude mit dem Ort südlich der Bahnhofsanlagen. Der Fußgängersteg zum Bahnhof beginnt an der Ulica Kolejowa und endet an zwischen den beiden Bahnhofsgebäuden. Der Steg zu den Lokschuppen beginnt an der Ulica Sikorskiego.

### Bahnbetriebswerk Kohlfurt / Depo Węgliniec
Im Bahnhof Kohlfurt existierte seit der Eröffnung eine Lokomotivstation, die vor allem den Lokomotiven für den Verschub diente. Die Schuppen für Wagen und Lokomotiven der Zweigbahn nach Görlitz befanden sich am Endbahnhof Görlitz. Der sechsgleisige Polygonschuppen ist der älteste Teil des Schuppens. Im Jahr 1865 ließ die Königliche Eisenbahndirektion an den bestehenden Lokschuppen den ersten Ringlokschuppen mit Drehscheibe und acht Toreinfahrten anbauen. Hinter den Toren verzweigten sich die Einfahrgleise auf insgesamt 16 Stände. In Richtung Westen entstand Verwaltungsgebäude mit Sozialräumen. Ende des 19. Jahrhunderts entstand nach dem Verkehrszuwachs infolge der Verstaatlichung der Strecke nach Falkenberg ein zweiter fünfständiger Ringlokschuppen mit Drehscheibe. Dieser wurde später um weitere elf Stände erweitert. Nebenan schlossen sich noch weitere sechs Gleise für eine eventuelle Erweiterung an. Zwischen den beiden Lokschuppen erhebt sich der Wasserturm mit 300 m³ Fassungsvermögen. Der Turm wurde aus mehreren Tiefbrunnen auf dem Gelände der heutigen Gartenanlagen gespeist.
Das Bahnbetriebswerk (Bw) Kohlfurt gehörte bis in die 1930er Jahre dem Maschinenamt Görlitz in der Reichsbahndirektion Breslau an. In den 1930er Jahren wurde das Görlitzer Maschinenamt aufgelöst und das Bw dem Maschinenamt Liegnitz eingegliedert.

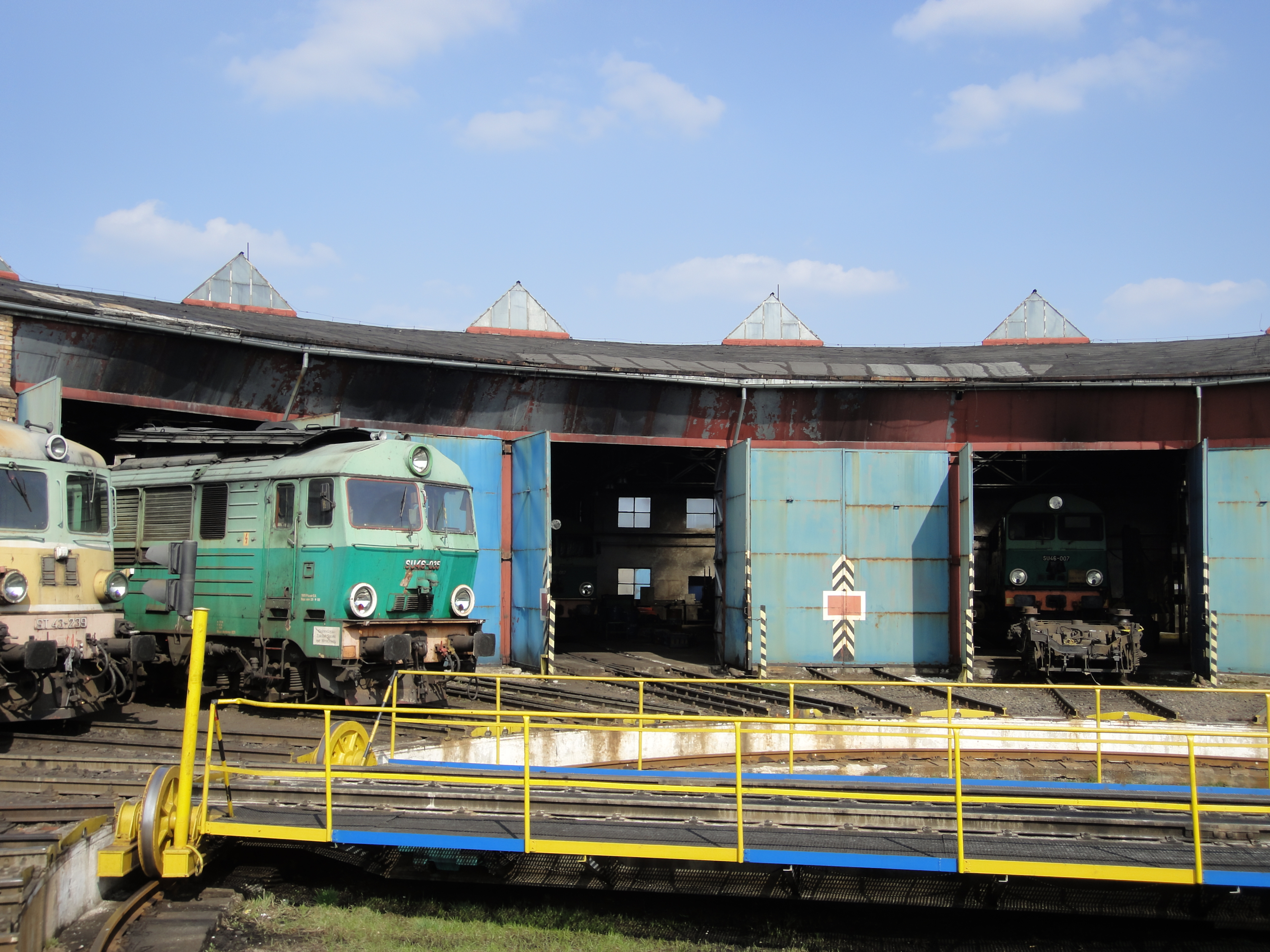
Blick auf die Lokstände des Depo Węgliniec

Nach dem Zweiten Weltkrieg konnte die PKP das geplünderte und teilweise zerstörte Bw erst am 1. Januar 1946 wieder in Betrieb nehmen. Auch deutsches Personal arbeitete noch einige Zeit im Lokdepot Węgliniec bzw. verrichteten ihren Dienst auf den Lokomotiven. 16 Dampflokomotiven zählten anfangs zum Bestand des Depot, vor allem vom Typ Ty 2. Die ersten Diesellokomotiven erreichten das Depo Węgliniec im Jahr 1960. Es handelte sich um Lokomotiven der Baureihe Sm 03 und Sm 30. Für den Dieseltankstoff wurden hinter den Gleisen des Lokschuppens fünf Treibstofftanks zu je 100.000 Liter errichtet. Erst 1990/1991 wurden die letzten Dampflokomotiven des Depots ausgemustert.
Im Herbst 1997 wurde der östliche, jüngere Ringlokschuppen abgerissen. Auch die 23-Meter-Drehscheibe folgte. Die Grube der Drehscheibe dient heute als Müllkippe, die ehemaligen Stände des Schuppens wachsen langsam zu. Auch die Pumpenanlage des Wasserturms ist nicht mehr funktionsfähig. Es gibt jedoch auch keinen Wasserkran mehr auf dem Bahnhof. Im September 2009 waren im Depo Węgliniec 7 Lokomotiven der Baureihe SM 42, 20 der Baureihe ST 43, eine der Baureihe SU 45 und 19 der Baureihe SU 46 beheimatet. Weiterhin besitzt das ehemalige Bw zwei Akkuschleppfahrzeuge.

## Verkehr

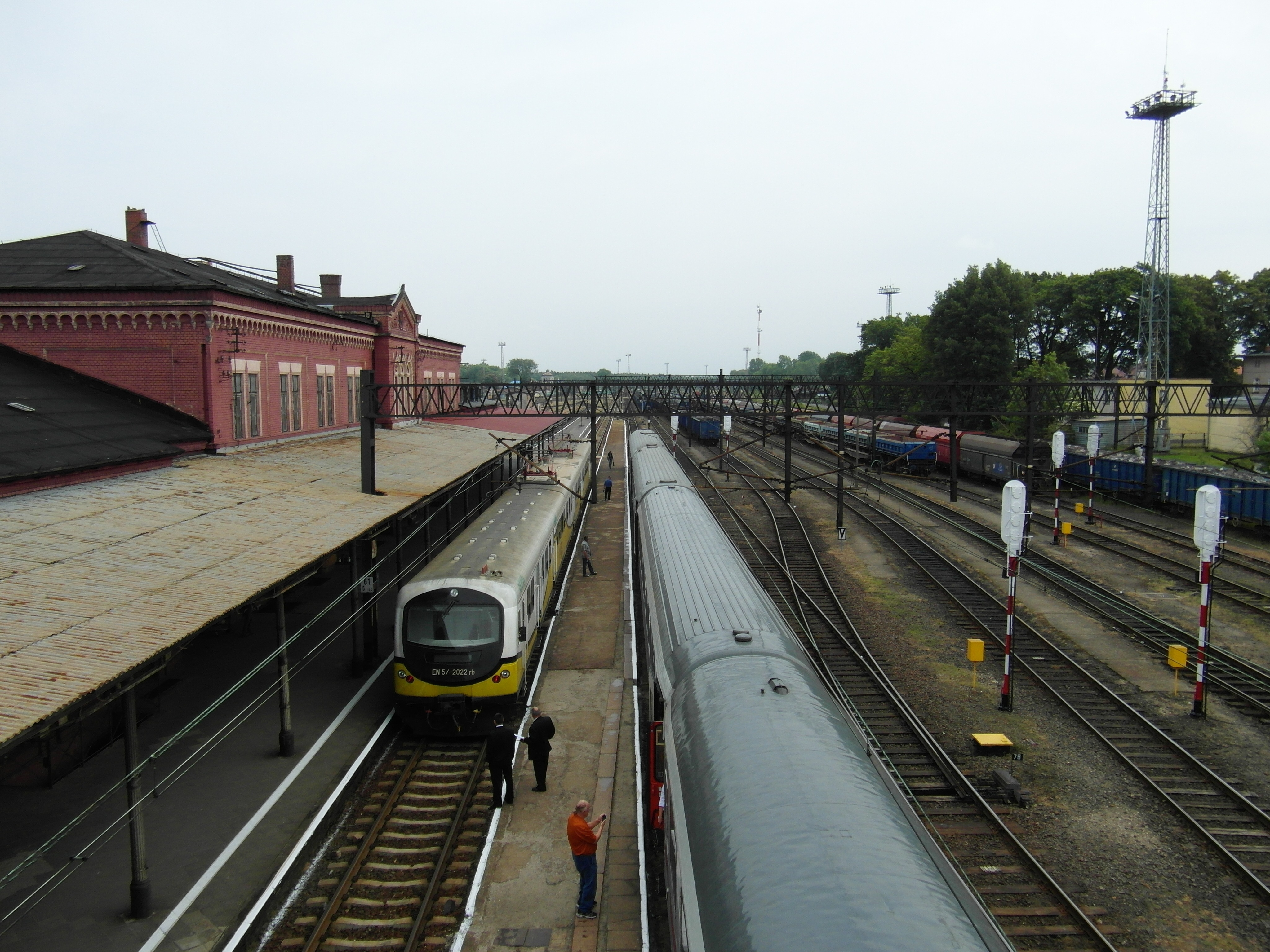
Blick auf die Gleise südlich des Empfangsgebäudes mit einem Regionalzug der Koleje Dolnośląskie (links), einem EuroCity (Mitte) und Güterwagen (rechts) im Juli 2012

Im Jahresfahrplan 2019 verkehren täglich mehrere Regionalzüge der Koleje Dolnośląskie und der Przewozy Regionalne von Węgliniec nach Wrocław Główny über Legnica, nach Zielona Góra über Żary, nach Lubań Śląski über Gierałtów, nach Jelenia Góra über Zgorzelec und Lubań Śląski sowie nach Görlitz. Zudem verkehren täglich drei Zugpaare über Görlitz und Bautzen nach Dresden Hauptbahnhof, die in Kooperation von Koleje Dolnośląskie und Trilex erbracht werden. An einzelnen Verkehrstagen verkehren 2019 zudem ein bis zwei InterCity-Zugpaare von PKP Intercity von Białystok über Warszawa, Wrocław Główny und Węgliniec nach Jelenia Góra.
Von Ende 2010 bis zu seiner Einstellung Ende 2014 verkehrte der EuroCity „Wawel“ über Węgliniec und verband den Bahnhof mit Hamburg, Berlin und Cottbus sowie Wrocław und bis 2012 auch Kraków. Im Bahnhof Węgliniec fand ein Lokwechsel von Diesel- (von und nach Cottbus) auf Elektrotraktion (von und nach Wrocław Gł.) statt.